# Сапожко Ігор Васильович
Сапо́жко І́гор Васи́льович (нар. 1 вересня 1977, Київ) — міський голова Броварів із 2010 року, виконував обов'язки мера міста з 2008 року. Депутат і секретар Броварської міської ради з 2006 року, висувався за списками ВО «Батьківщина». На посаду міського голови у 2010 році балотувався від Партії регіонів, з якої вийшов під кінець Євромайдану — 20 лютого 2014 року.

## Дитинство та юнацтво
Ігор Сапожко народився 1 вересня 1977 року в місті Києві. Родина мешкала на вулиці Архітектора Вербицького, що на Харківському масиві столиці..

## Освіта
Згідно з офіційною біографією, 1992 року Ігор Сапожко закінчив київську ЗОШ № 237. Одразу після цього вступив до ПТУ № 16 на деревообробну спеціалізацію, яке закінчив у 1995 році.
Із 2002 до 2007 навчався за юридичною спеціальністю «Правознавство» у Київському національному університеті внутрішніх справ (нині академія).
У 2010 році, вже будучи міським головою, здобув другу вищу освіту та отримав ступінь магістра за спеціальністю «державне управління» в Національній академії державного управління при Президентові України.

## Доросле життя
Із 1996 по 2006 роки Ігор Сапожко був помічником депутата. За твердженням деяких ЗМІ, цей факт із біографії не відповідає дійсності.

Оголошення про розшук Ігоря Сапожка

У випуску газети «Киевские ведомости» від 29 квітня 1998 року розповіли історію про конфлікт і подальший збройний напад на охорону кіоска на Харківському масиві Києва, що стався 27 квітня, внаслідок якого загинув 23-річний Іван Касьяненко. Після цього у газеті «Факты и комментарии» від 26 травня 1998 року з'явилось оголошення від Харківського РУ ГУ МВС України в місті Києві із повідомленням про розшук. Серед чотирьох чоловіків, яких правоохоронці оголосили у розшук, був Ігор Сапожко. У 2015 році у відповідь на депутатський запит Міністерство внутрішніх справ України повідомило, що з'ясувати всі обставини події неможливо, оскільки матеріали кримінальної справи передали до прокуратури. За інформацією Генеральної прокуратури України, наданою того ж року, матеріали справи були знищені.
За даними офіційної біографії, з 25 листопада 2000 року до 15 вересня 2003 року Ігор Сапожко працював водієм: спершу в МПП «Іскандер», згодом у ЗАТ «Познякижитлобуд». Із 17 листопада 2004 року — працював менеджером-консультантом у ВАТ «Лопас», роком раніше отримавши посаду юрисконсульта.
26 березня 2006 року Ігор Сапожко був обраний депутатом Броварської міської ради на місцевих виборах за списками ВО «Батьківщина». З 17 травня 2006 року він обійняв посаду секретаря міськради. Із 24 липня 2008 року, після висловлення недовіри попередньому голові Віктору Антоненку, став виконувачем обов'язків голови Броварської міської ради.
На початку 2010 року, одразу після приходу до влади в Україні Віктора Януковича, Ігор Сапожко переходить до лав Партії регіонів. На місцевих виборах 31 жовтня 2010 року він балотувався від цієї політичної силиї — на посаду міського голови Броварів. 2 листопада 2010 року його проголосили переможцем на виборах.
У 2012 і 2013 роках Ігоря Сапожка за неймовірні успіхи номінували на титул української премії «Людина року» в номінації «Міський голова року». Переможцем він не став.

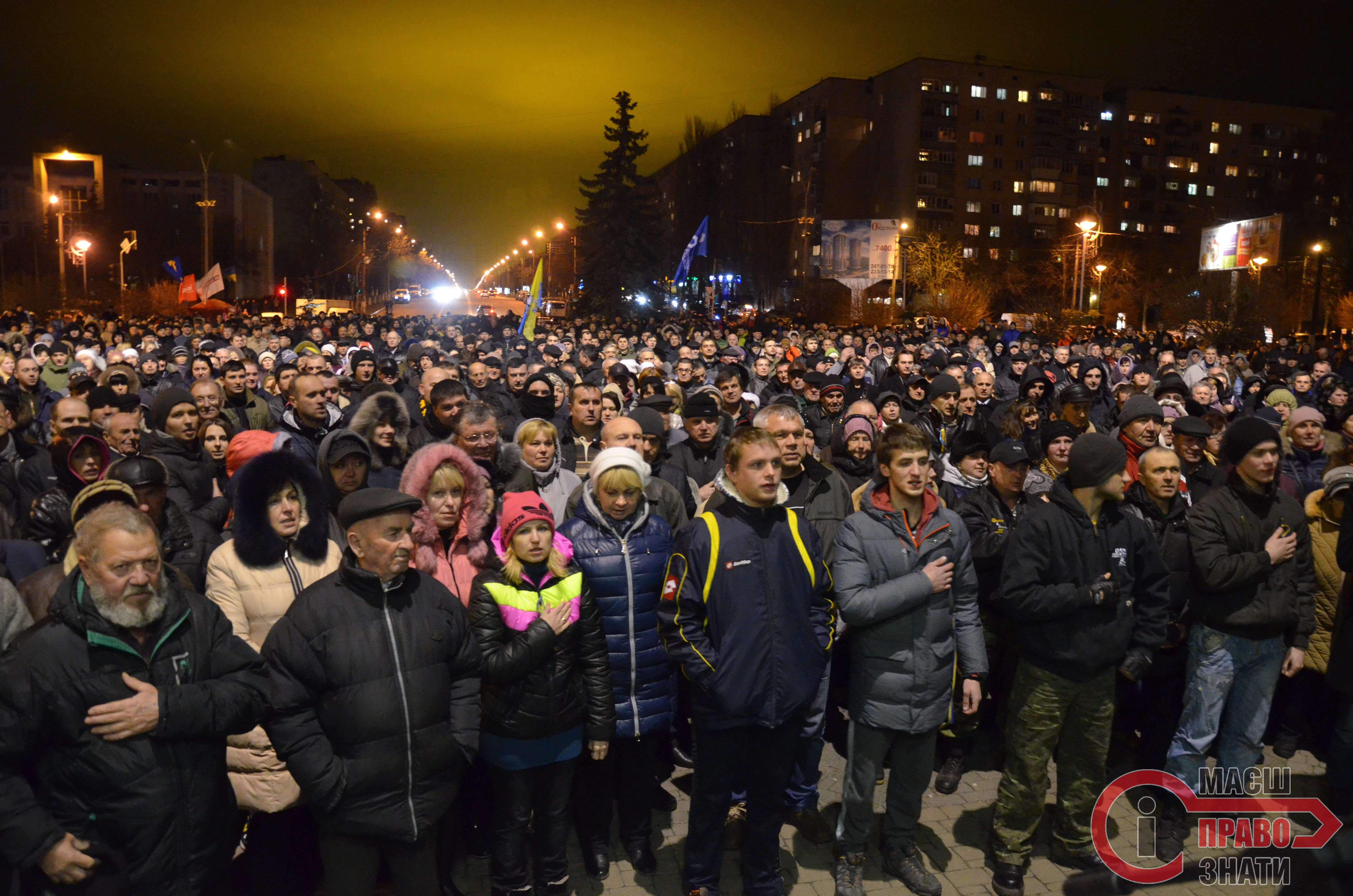
Віче на майдані Свободи у Броварах з вимогою відставки Ігоря Сапожка з посади міського голови, 24 лютого 2014 року

20 лютого 2014 року Ігор Сапожко оголосив про свій вихід із Партії регіонів і про припинення існування фракції партії в Броварській міській раді.
27 вересня 2015 року як безпартійний Ігор Сапожко висунув свою кандидатуру на посаду міського голови Броварів на місцевих виборах 2015 року як самовисуванець. Однак, відповідно до матеріалів передвиборчої агітації, Ігор Сапожко та Українська партія «Єдність» (голова — Олександр Омельченко) йшли на виборах спільною командою. 29 жовтня стали відомими результати виборів, відповідно до яких міським головою Броварів лишився Ігор Сапожко.
Обраний на місцевих перевиборах 17 січня 2021 року головою ради Броварської ОТГ, де висувався від місцевої партії свого імені — "Команди Ігоря Сапожка «Єдність»", назву, логотип якої було "віджато" у тодішнього київського Голови Омельченка. Коли ж оригінальна "Єдність" спробувала зареєструватись в Броварах, то їх просто блокували і не допускали! 
Родина та проживання
Разом із сім'єю Ігор Сапожко мешкає у садибі в селі Гнідині Бориспільського району Київської області.
Склад його родини такий.
- Сапожко Марина Анатоліївна (уроджена — Коваль[1]) — дружина, 22 жовтня 1976 року народження. Заступник редактора в ТОВ «Інноваційні технології „Вега“»[28][4]; працівниця ТОВ «Київгума»[29].
  - Сапожко Діана Ігорівна — донька, 2003 року народження.[28][4]
  - син.[4]
- Мати — родом із Кагарлицького району Київської області.[1]
- Тато — родом із Житомирської області.[1]
- Алла — сестра, старша на 5 років за Ігоря Сапожка.[1]